# Chamaecrista benthamii
Chamaecrista benthamii là một loài thực vật có hoa trong họ Đậu. Loài này được (Ghesq.) H.S.Irwin & Barneby miêu tả khoa học đầu tiên.